# Sybil A
Sybil A (ukrajinsky Сібіл Ей), vlastním jménem Olga Anatoljevna Magdebura (ukrajinsky Ольга Анатоліївна Магдебура; * 1. října 1994 Kyjev) je ukrajinská pornoherečka a modelka maďarské národnosti.

## Kariéra
Narodila se v Kyjevě na Ukrajině a brzy nato se přestěhovala do Budapešti, kde její kariéra započala. Zde pracovala jako vizážistka. V minulosti pracovala i v kavárně. V dubnu 2014 začala pracovat jako modelka a účastnila se focení aktů pro různé webové stránky, včetně MetArt, Femjoy, MPL Studios, My Naked Doll a dalších. Její práce modelky se objevila v hongkongském deníku Oriental Daily News.
V roce 2016 debutovala v pornoprůmyslu, kde vystupovala ve scénách tradičního a lesbického sexu. V červenci 2018 si ve scéně Oil and Anal, která byla později zařazena do filmu First Anal 8, poprvé zahrála ve scéně análního sexu. V pornoprůmyslu pracuje také jako maskérka.
Spolupracuje se společnostmi 21Sextury, DDF Network, LetsDoeIt, MetArt, Nubile Films, SexyHub, Vixen Media Group (Blacked, Tushy a Vixen), X-Art a mnoha dalšími.
V říjnu 2020 obdržela společně s Christianem Clayem a Ukrajinkou Likou Star ocenění XBIZ Europe Award v kategorii „Nejlepší sexuální scéna – Glamcore“ za scénu s triem Body Warmth, produkováno studiem Vixen.
Od února 2020 se objevila ve více než 145 filmech a scénách.

## Ocenění a nominace
| Rok  | Ocenění           | Výsledek  | Kategorie                                                                | Film                                             |
| ---- | ----------------- | --------- | ------------------------------------------------------------------------ | ------------------------------------------------ |
| 2019 | AVN Award         | nominace  | Nejlepší scéna s chlapcem/dívkou v zahraničním filmu (s Young Jamesem)   | My Neighbor’s Wife 2                             |
| 2019 | XBIZ Europa Award | nominace  | Nejlepší sexuální scéna je lesbický film (s Jiou Lissou)                 | Seduced by My Bestfriend                         |
| 2020 | AVN Awards        | nominace  | Nejlepší lesbická scéna v zahraničním filmu (s Jiou Lissou)              | Glamorous — Stunning (Seduced by My Best Friend) |
| 2020 | XBIZ Europa Award | vítězství | Nejlepší sexuální scéna — glamcore (s Christianem Clayem a Likou Star)   | Body Warmth                                      |
| 2021 | AVN Awards        | nominace  | Zahraniční umělkyně roku                                                 | N/A                                              |
| 2021 | AVN Awards        | nominace  | Nejlepší lesbická scéna v zahraničním filmu (s Likou Star)               | Life Is Beautiful                                |
| 2021 | AVN Awards        | nominace  | Nejlepší scéna s chlapcem/dívkou v zahraničním filmu (s Charliem Deanem) | Sybil 4 You (з Stars Vol. 1)                     |

## Vybraná filmografie
- 2017 — Best Friends or Lesbians?
- 2017 — Foxy As Fuck
- 2017 — Sexercise
- 2018 — Erotic Moments: Woman To Woman
- 2018 — Naturally Stacked
- 2018 — Seduced By My Best Friend
- 2019 — A Girl Knows 24
- 2019 — Beautifully Young 2
- 2019 — Beauty Contest
- 2019 — Rocco's Intimate Castings 26
- 2019 — Size Does Matter 16
- 2019 — The White Boxxx 11
- 2019 — The White Boxxx 22
- 2020 — Bad Girls 2: Lesbian Desires
- 2020 — Coming Home To Her 3
- 2020 — Perfectly Trimmed Bush 10